# Bill T. Jones
Bill T. Jones, all'anagrafe William Tass Jones (Bunnell, 15 febbraio 1952) è un coreografo e ballerino statunitense.

## Biografia
Jones nacque in Florida, decimo dei dodici figli di Estella Edwards e Augustus Jones. Studiò danza alla Binghamton University, dove conobbe Arnie Zane, con cui instaurò un profondo e proficuo sodalizio sentimentale e artistico. Dopo aver passato un anno ad Amsterdam, Jones e Zane tornarono a New York e cominciarono a danzare con Lois Welk sullo stile di Steve Paxton, con cui fondarono, insieme a Jill Becker, la compagnia American Dance Asylum (ADA) nel 1974. La compagnia si esibì con successo a livello internazionale, durante il quale Jones ottenne un grande successo personale per le sue coleografie di Everybody Works/All Beasts Count (1975) e Floating the Tongye (1979). Nel 1979 Jones e Zane si allontanarono da Welk e Becker, cominciando ad affrontare temi contemporanei come razzismo, omofobia e le difficoltà delle coppie interrazziali.
Il sodalizio artistico con Zane li consacrò come coreografi di primo piano grazie ai balletti Monkey Run Road (1979), Blauvelt Mountain (1980) e Valley Cottage (1981). Nel 1982 i due fondarono la Bill T. Jones/Arnie Zane Dance Company. Nel 1994 Jones si trovò al centro di un caso mediatico per il suo balletto Still/Here, in cui il coreografo portò in scena come fosse la sua vita dopo la diagnosi di HIV che aveva ricevuto. Still/Here fu accolto positivamente dalla grand parte dei critici, anche se la critica Arlene Croce, una delle voci più prominenti nel panorama della critica della danza, accusò Jones di aver creato un'opera opportunistica e ruffiana che, per le tematiche affrontate, avrebbe impedito ad altri recensori di muovere critiche negative contro lo show. L'affermazione di Croce e la sua definizione dispregiativa di "arte vittimistica" ("Victim art") scatenarono forti reazioni di sdegno da parte di figure di spicco nel panorama culturale statunitense, tra cui bell hooks, Camille Paglia e Tony Kushner, mentre Joyce Carol Oates paragonò la situazione al processo per oscenità ai danni di Robert Mapplethorpe. Il caso mediatico che seguì il debutto di Still/Here rese Jones noto al di fuori dell'ambiente della danza moderna.
Nel corso della sua carriera, Jones coreografò oltre cento lavori di danza moderna, collaborando, tra gli altri, con Alvin Ailey, il Boston Ballet, Toni Morrison e Keith Haring. Un tema ricorrente della sua opera negli anni 80 era l'AIDS, che nel 1987 aveva ucciso il suo compagno Zane e diversi ballerini della sua compagnia. Nel 1999 coreografò New Year di Michael Tipett, in scena alla Houston Grand Opera e al Glyndebourne Festival Opera per la regia di Peter Hall. Negli anni 2000 cominciò a lavorare anche nel panorama del teatro musicale di Broadway e dell'Off Broadway, ricevendo vasti apprezzamenti per le sue coreografie del musical Spring Awakening, per cui vinse l'Obie Award ed il Tony Award. Nel 2008 diresse e coreografò il musical Fela!, debuttato nell'Off Broadway e poi a Broadway nel 2009; per Fela! vinse il suo secondo Tony Award alla miglior coreografia. Nel 2022 coreografò il musical Paradise Square, per cui ottenne la sua terza candidatura al Tony Award alla miglior coreografia.  

### Vita privata
Omosessuale, Jones è stato impegnato in una relazione con Arnie Zane dal 1971 al 1987, quando il compagno morì di AIDS. Jones è sposato con Bjorn G. Amelan, con cui è impegnato in una relazione dal 1993.